# Anthaxia cupriola
Anthaxia cupriola är en skalbaggsart som beskrevs av Barr 1971. Anthaxia cupriola ingår i släktet Anthaxia och familjen praktbaggar. Inga underarter finns listade i Catalogue of Life.